# مهاجر (اسم)
مهاجر هو اسم علم مذكر من أصل عربي، ومعناه المسافرالراحل المغترب عن دياره أو وطنه. وهو اسم للصحابي المهاجر بن أبي أمية (ت بعد 12هـ)، كان اسمه الوليد، وسماه الرسول ﷺ مهاجرًا.

## وصلات خارجية
- موسوعة السلطان قابوس لأسماء العرب